# Válka Vilémovců
Válka Vilémovců byla válkou, která se odehrála na území Východní marky v letech 882 až 884. Zpočátku se jednalo o povstání synů markrabat Viléma II. a Engilšalka I., vedených Engilšalkem II. proti markraběti Aribovi Rakouskému, které přerostlo ve válku velkomoravského knížete Svatopluka I. proti východofranskému králi Arnulfovi Korutanskému. Vilémovci byli potomci Viléma I., otce obou pozdějších markrabat.
Po smrti markrabat Engilšalka I. a Viléma se synové Engilšalk II., Werinhar, Megingoz a Paba nedokázali dohodnout na nástupnictví, a tak vládu ve Východní marce získal jejich strýc Aribo, s čímž se synové nedokázali vyrovnat. Po smrti Ludvíka Mladšího vyvolali povstání, během něhož chtěli Ariba svrhnout a zmocnit se vlády. Aribo před nimi se svým synem Isanrikem uprchl na Velkou Moravu, kde požádal knížete Svatopluka o pomoc. Svatopluk jeho žádosti vyhověl, a aby se ujistil, že to není od Ariba léčka, jeho syna Izanrika ponechal na Moravě jako rukojmího. Aribo získal také podporu císaře Karla III., který potvrdil platnost jeho nástupnictví v markrabství, do něhož ho jmenoval Karlův otec Ludvík II. Němec již v roce 871.
Svatopluk se svým vojskem následně nedaleko Dunaje tvrdě zaútočil na Vilémovce. Zajal, zmrzačil a zabil Werinhara, zmrzačil jeho příbuzné i jejich spojence. Zajatcům dal useknout pravou ruku či byli zbaveni jazyka a genitálií. Zbývající synové uprchli z Karlovy suzerenity k jižnímu sousedovi Arnulfovi Korutanskému, synovci Karla Tlustého, který se tímto svému strýci odcizil. Svatopluk tedy vyslal k Arnulfovi posly s žádostí o vydání Vilémovců, což po Arnulfově odmítnutí eskalovalo ve válku mezi Svatoplukem a Arnulfem. Svatopluk shromáždil na třicet tisíc vojáků, většinou Moravanů, ale také mužů naverbovaných z okolních zemí, a vydal se na jih.
Při průchodu Východní markou byl k obyvatelstvu krutý, celou zemi drancoval a pustošil. Po prvním tažení se vrátil s uloupenou kořistí na Moravu a ihned se vydal znovu na jih, aby si území zcela podrobil. Bratři Megingoz a Pabo se mu pokoušeli ubránit patrně někde kolem Balatonu, ale nakonec byli zahnáni do řeky Ráby, kde oba utonuli. Po dvou a půl letech Svatoplukova drancování se sám Karel vydal přes Bavorsko na východ, aby dalšímu řádění zabránil a sjednal mír. 
Setkání Karla a Svatopluka se konalo na podzim roku 884, na vrcholu Monte Comiana, někde nedaleko Tullnu, který byl hranicí Bavorů a Slovanů. Jednání se účastnil patrně i arcibiskup Metoděj. Karel Svatopluka přijal jako svého vazala, a protože měl Svatopluk v té době velký respekt ve Východofranské říši, tak Karel uznal všechny jeho územní zisky. Svatopluk na oplátku dal Karlovi slib míru, který během Karlova života neporuší.
Velkomoravská říše se rozrostla až k Vídni a na východě až k řece Drávě. Arnulf Korutanský si uvědomil sílu a moc velkomoravského knížete Svatopluka, proto s ním uzavřel mír. Vzájemná nedůvěra obou vládců byla přesto patrná a přetrvávala i nadále. Mezi Moravany a Arnulfem nebylo skutečné dohody dosaženo ani na konci roku 885.
Válka Vilémovců ukázala sílu Svatopluka a Velkomoravské říše a zároveň posílila jeho postavení vzhledem k Východofranské říši.